# Morris H. Whitehouse
Morris Homans Whitehouse, né le 21 mars 1878 à Portland et mort le 4 avril 1944 dans la même ville, est un architecte américain. Il est surtout connu pour la conception du palais de justice américain Gus. J. Solomon (en) à Portland, dans l'Oregon.

## Biographie

### Études
Morris H. Whitehouse nait le 21 mars 1878 à Portland, dans l'Oregon. Il est le fils de Benjamin Gardner Whitehouse et de Clara Homans. Dans sa jeunesse, il fréquente les écoles publiques de Portland et en sort diplômé. Il est diplômé du Massachusetts Institute of Technology (MIT) en 1906,,. En 1905, il reçoit la bourse de voyage Guy Lowell (en), ce qui lui permet de poursuivre ses études, de 1906 à 1907, à l'Académie américaine de Rome, en Italie,. Il est le tout premier lauréat de cette bourse au MIT,. 

### Carrière

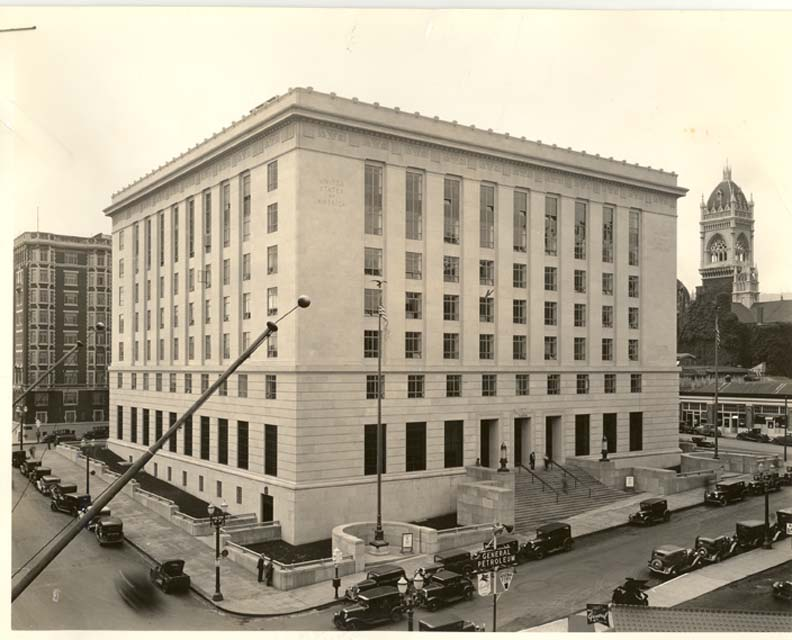
Le palais de justice américain Gus J. Solomon en 1933.

Whitehouse ouvre son propre cabinet en 1907. Il s'associe ensuite avec Bruce R. Honeyman en 1908. À partir de 1909, il s'associe avec J. André Fouilhoux et Edgar M. Lazarus et crée le cabinet d'architecture Lazarus, Whitehouse & Fouilhoux. Lazarus quitte ensuite le cabinet, qui continue sous le nom de Whitehouse & Fouilhoux, et qui dure jusqu'en 1917. Le cabinet conçoit notamment l'University Club (1913), aujourd'hui inscrit au registre national des lieux historiques, le lycée Jefferson, le lycée Lincoln et la résidence Conro Fiero, autrefois également inscrite au registre mais radiée après sa destruction par un incendie. Ils collaborent également avec les entreprises new-yorkaises J. H. Freelander et A. D. Seymour, pour la construction de l'auditorium municipal de Portland (aujourd'hui l'auditorium Keller). Le cabinet ferme ses portes en raison de la Première Guerre mondiale, lorsque Fouilhoux s'engage en 1918.
Après la guerre, Whitehouse crée Morris H. Whitehouse, Architect, changeant ce nom en Morris H. Whitehouse & Associates en 1926, ayant été rejoint par Glenn Stanton et Walter E. Church. Ils conçoivent la synagogue Temple Beth Israel (1928), le palais de justice américain Gus. J. Solomon (en) (1929-1931) et le stade Multnomah (aujourd'hui Providence Park),.
De 1932 à 1935, le cabinet s'appelle Whitehouse, Stanton & Church. Whitehouse & Church conçoit la bibliothèque d'État de l'Oregon en 1939. En 1942, le cabinet est à nouveau rebaptisé et se nomme Whitehouse, Church, Newberry & Roehr, avec l'ajout de Earl P. Newberry et Frank Roehr. Il s'agit du dernier changement de nom avant la mort de Whitehouse. Même après sa mort, le cabinet est resté en activité jusqu'en 1985, subissant plusieurs autres changements de nom. Il s'agit du cabinet d'architectes qui a duré le plus longtemps en Oregon,.
Whitehouse était membre du Portland Architectural Club. Il a également été directeur, puis président de la branche de l'Oregon de l'American Institute of Architects. Il a également siégé au conseil des examinateurs d'architectes de l'Oregon de 1919 à 1930.

### Vie privée et décès
En 1936, il épouse Mildred Fuller Anderson. 
Morris H. Whitehouse décède à l'hôpital St. Vincent de Portland le 4 avril 1944 à la suite d'une crise cardiaque. Il est resté actif dans sa profession jusqu'à son entrée à l'hôpital pour le traitement d'un problème cardiaque, environ deux semaines avant sa mort.

## Réalisations

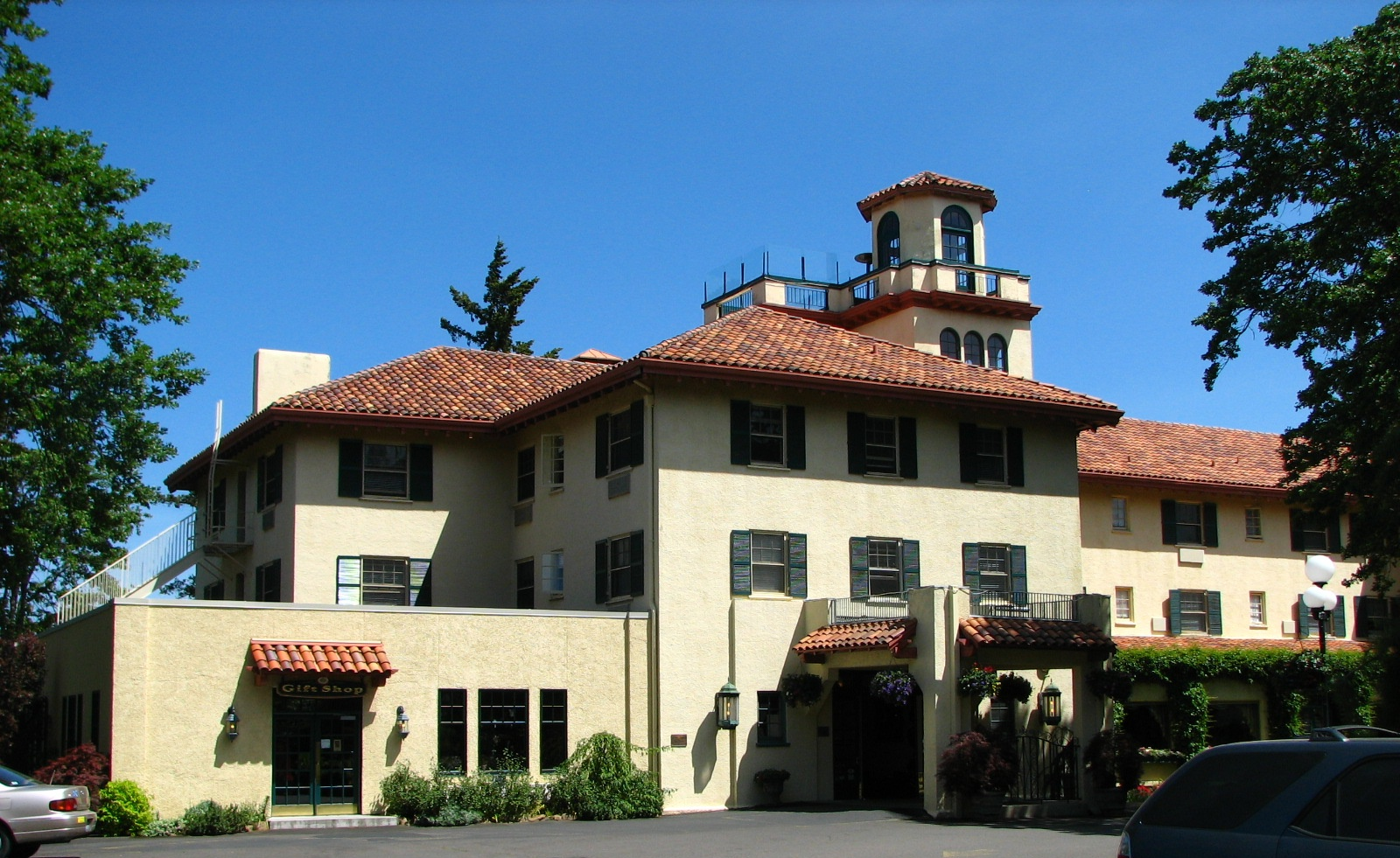
Hôtel Columbia Gorge.

Morris H. Whitehouse et ses associés ont conçu de nombreuses structures en Oregon et dans d'autres régions du nord-ouest des États-Unis. Les structures suivantes de l'Oregon figurent sur le registre national des lieux historiques (NRHP) :

### Portland
- Appartements du 705 Davis Street (1913), 2141 NW Davis St (Whitehouse & Fouilhoux)
- Maison de retraite Anna Lewis Mann (1910), 1021 NE 33rd Ave (Whitehouse & Fouilhoux)
- Édifice Balfour–Guthrie (1913), 731-733 SW Oak St
- Résidence Elliott R. Corbett (1915), 1600 SW Greenwood Rd (Whitehouse & Fouilhoux)
- Résidence HL et Gretchen Hoyt Corbett (1916), 1405 SW Corbett Hill Cir (Whitehouse & Fouilhoux)
- Résidence Aaron Frank (1922), 1125 SW St. Clair Ave (structure contributive du district historique de King's Hill )
- Résidence Alexander et Cornelia Lewthwaite, 1715 SE Montgomery Dr
- University Club (1913), 1225 SW 6th Ave (Whitehouse & Fouilhoux)
- Palais de justice américain Gus. J. Solomon (1932), 620 SW Main St

### Autres villes
- Résidence Conro Fiero, 4615 Hamrick Rd, Central Point (Whitehouse & Fouilhoux)
- Hôtel Columbia Gorge, 9000 Westcliffe Dr, Hood River
- Résidence Elizabeth Clark, 812 John Adams St, Oregon City (Morris H. Whitehouse & Associates)
- Chemeketa Lodge No. 1, Odd Fellows Buildings, 185-195 High St NE, Salem (avec Walter D. Pugh )

### Non-NRHP

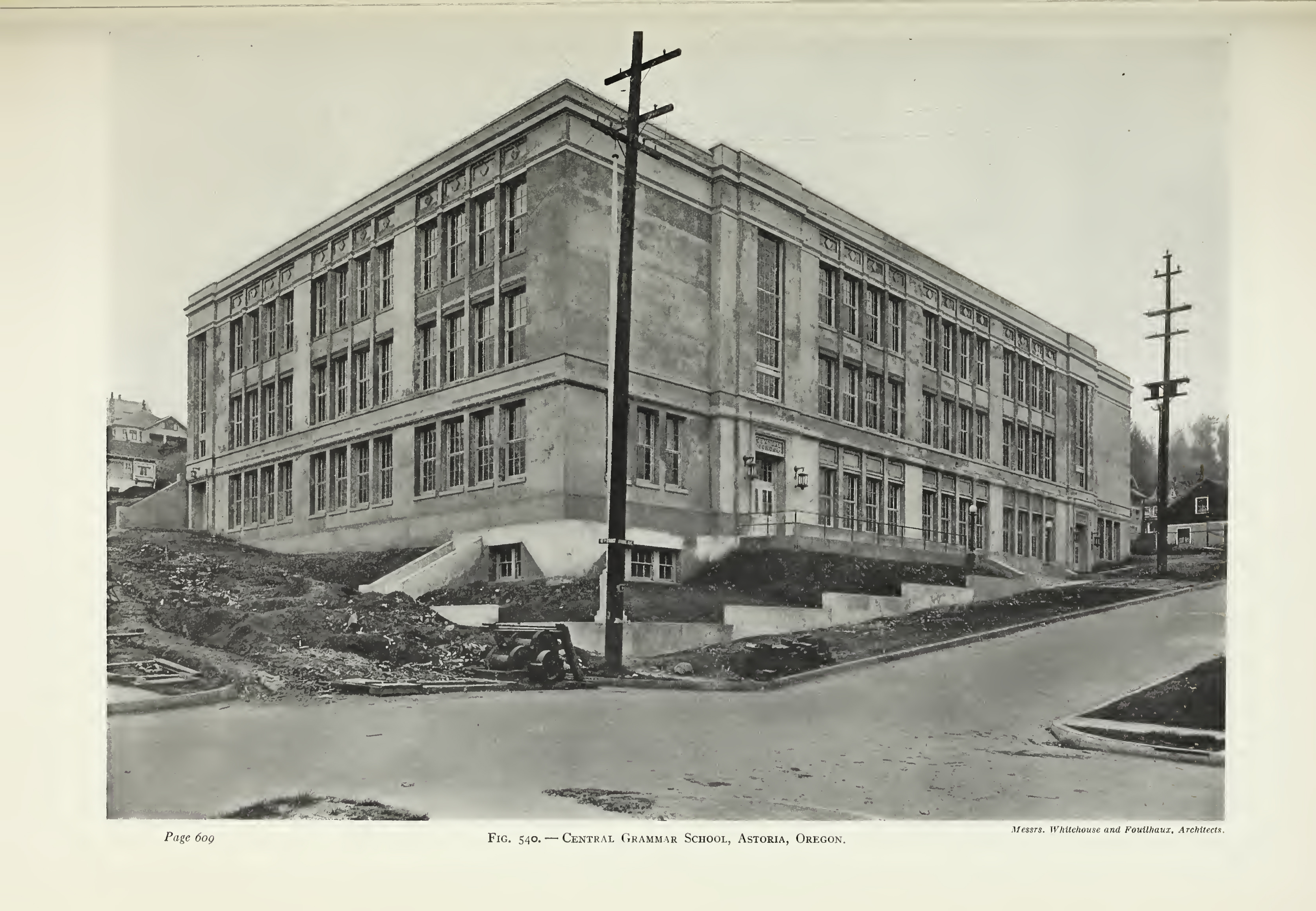
Central Grammar School, Astoria.

- Sixième Église du Christ Scientist (1931), 1331 SW Park Ave, Portland

- Central Grammar School (aussi connu sous le nom d'école Lewis & Clark), Astoria (démoli dans les années 1980)